# Peter Erlinghagen
Peter Erlinghagen (* 24. Februar 1932 in Berlin; † 22. September 1994 in Burgas) war ein deutscher Rechtswissenschaftler.

## Leben
Nach der Promotion zum Dr. iur. in Marburg am 28. November 1958 lehrte er von 1971 bis 1994 als Professor für Handels- und Gesellschaftsrecht, deutsches und internationales Wirtschaftsrecht und Steuerrecht an der Universität Hamburg.

## Schriften (Auswahl)
- Der Organschaftsvertrag mit Ergebnisausschluß-Klausel im Aktienrecht. Marburg 1960, OCLC 919941008.
- mit Burkhardt Röper: Wettbewerbsbeschränkung durch Marktinformation? Eine Würdigung aus wettbewerbspolitischer und kartellrechtlicher Sicht. Köln 1974, ISBN 3-452-17757-2.